# Ludwig Hinzpeter

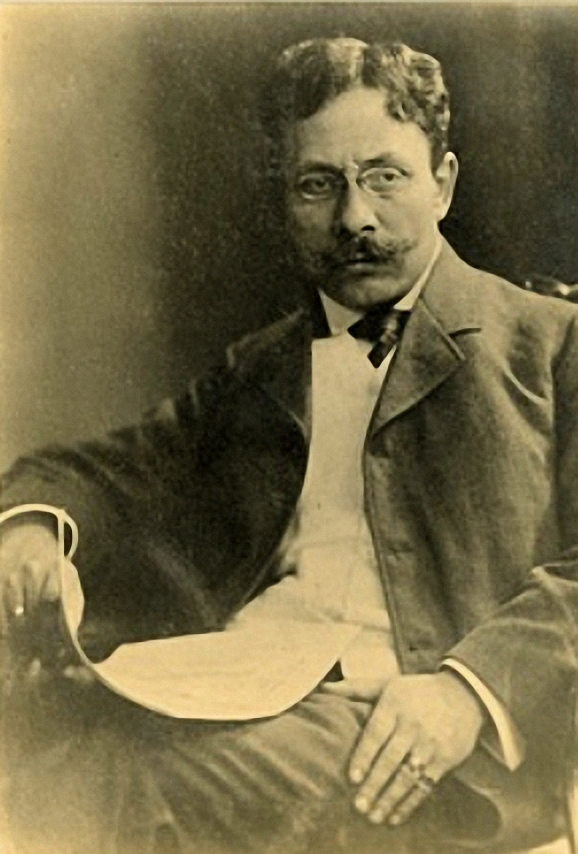
Ludwig Hinzpeter (1910)

Ludwig Hinzpeter (* 1. April 1862 in Rostock; † 11. August 1935 in Hamburg) war ein deutscher Komponist, Pädagoge und Musikkritiker.

## Leben
Ludwig Hinzpeter wurde als Sohn des Lithographen Johann August Ludwig Hinzpeter und dessen Frau Louise Helene Christine, geb. Bahl, geboren. Er besuchte das Rostocker Realgymnasium, anschließend das Konservatorium in Leipzig. Er studierte Kanon- und Fugensatz bei Ludwig Stollbrock. Zwölf Jahre war er als Musikkritiker tätig, danach als Lehrer für Klavierspiel, Theorie und Gesang in Rostock. 1919 verzog Ludwig Hinzpeter nach Hamburg. Er komponierte Lieder für eine Singstimme, Chorlieder für gemischten Chor, darunter auch plattdeutsche Lieder, Tänze und andere Instrumentalmusik.

## Werke
- Ich will meine Seele tauchen, op. 20 (Lieder) no. 3
- In meine Heimath kam ich wieder, op. 22 no. 1
- Auf brauner Dänenhaide, op. 23 no. 3
- Des Räthsels Lösung, op. 24 no. 5
- Frühlingslied, op. 29 no. 1 (1893)
- Trost im Gebet, op. 29 no. 2
- Ich weiss ein Herz, für das ich bete, op. 33 (Zwei Lieder) no. 1
- Ein leises Wort aus deinem Munde, op. 33 (Zwei Lieder) no. 2[3]
- Das Lied Mariae. Ein Weihnachtslied (1913)